# Fédération estudiantine et scolaire de Côte d'Ivoire
La Fédération estudiantine et scolaire de Côte d'Ivoire  (FESCI ou Fesci) est une association ivoirienne d'élèves et étudiants. Elle est dissoute en octobre 2024 à la suite des meurtres de deux étudiants, membres de la FESCI.

## Histoire
La FESCI est créée dans les années 1990,. Il s'agissait pour les étudiants, conduits par Martial Joseph Ahipeaud, le premier secrétaire général de leur organisation, de lutter pour réclamer certains droits qui ne leur étaient pas reconnus sous le régime du parti unique, le Parti démocratique de Côte d'Ivoire (PDCI),. Le syndicat est historiquement proche de ce qui était alors le principal parti d'opposition, le Front populaire ivoirien (FPI). Au début de son existence, la FESCI soutient la démocratisation du pays qui abandonne peu à peu le régime du parti unique. Mais pour lutter et se défendre contre le régime du PDCI, les Fescistes s'entraînent et se structurent de manière quasi-militaire. Cette culture militaire va rester ancrée dans le fonctionnement de la FESCI,,. Pendant la lutte démocratique des années 1990, Charles Blé Goudé est régulièrement arrêté par les autorités.

### Sous le régime du président Gbagbo
En 2000, avant même que Laurent Gbagbo parvienne au pouvoir, éclate la « guerre des machettes » entre des étudiants issus de deux branches rivales de la Fesci, qui se battent pour le contrôle des campus. Une tendance soutient Laurent Gbagbo et l'autre est proche d'Alassane Ouattara. Chaque tendance investit un secrétaire général différent l'année suivante, Jean-Yves Dibopieu (Gbagbo) pour l’une et Paul Gueï (Ouattara) pour l’autre, tandis que les affrontements se poursuivent et culminent au mois d'avril 2001,,. La faction pro-Gbagbo l'emporte.
Dans les années 2000, la FESCI opère comme une véritable milice pro-Gbagbo qui recrute ses troupes dans les collèges et lycées, et une mafia rackettant en milieu étudiant,.
En 2007, une enquête sur un crime perpétré contre un étudiant sur le campus de l'université de Cocody par un groupe d'étudiants membres de la FESCI, a valu à son auteur, André Silver Konan, le prix spécial Norbert Zongo du journalisme d'investigation.[réf. nécessaire]
Un certain nombre de Fescistes intègre l'administration d'État (police, gendarmerie, justice…) en négociant avec le pouvoir qui cherche à limiter leur capacité de nuisance, en particulier la violence dont ils sont capables. L'intégration de Fescistes dans l'administration d'État continue sous Ouattara. Certains Fescistes débutent ensuite une carrière politique (Blé Goudé, Soro, Ahipeaud…).

#### Exactions
- En 2004, le lycée international Jean-Mermoz, un des symboles de la présence française en Côte d'Ivoire, est détruit de fond en comble par des membres de la FESCI venant des cités et du campus de l'université Félix-Houphouët-Boigny proche de l'établissement[9], à la suite de la destruction de l'aviation militaire ivoirienne en représailles du bombardement de Bouaké.
- En mai 2007, elle saccage des bureaux de la Ligue des droits de l'homme[4].

### Sous le régime du président Ouattara
Le 17 avril 2011, la FESCI appelle ses membres à déposer les armes et participer à « la réconciliation et la reconstruction » voulue par le président Alassane Ouattara,.
En juillet 2016, à la suite de grèves estudiantines ayant donné lieu à des violences, la FESCI, comme tous les syndicats étudiants du pays, est suspendu.
La FESCI renait toutefois mais doit faire face à de nouveaux syndicats estudiantins aidés par le gouvernement et est contraint de ne pas se faire trop remarquer de crainte d'être ciblé par le régime. La FESCI ne s'exprime donc plus sur les sujets de politique nationale se cantonnant à son rôle de syndicat étudiant.
La FESCI continue toutefois ses pratiques qualifiées de « mafieuses » sur les campus ivoiriens.
En février 2023, une enquête de l'ONG Citoyennes pour la promotion et la défense des droits des enfants, femmes et minorités (CPDEFM) révèle de nombreux cas de violences à caractère sexuel à l'université Félix-Houphouët-Boigny, et dénonce l'inaction des autorités (de l'université comme de l'État). Des membres de la FESCI (aussi nommés FESCIstes) sont accusés dans environ 40 % des cas,.
Dans la nuit du 29 au 30 septembre 2024, l'étudiant d'Agui Mars Aubin Deagoué, surnommé « Général Sorcier », âgé de 49 ans et étudiant en Master 2 est retrouvé mort au CHU de Cocody. D'après le procureur de la République, le défunt, qui était en conflit avec le secrétaire général de la Fesci, Sié Kambou, aurait été convié à une rencontre par ce dernier. Une fois sur place, il est enlevé et envoyé vers une destination inconnue. Le lendemain, son corps est retrouvé sans vie au CHU de Cocody. Une enquête pour homicide volontaire est ouverte et Sié Kambou et six autres responsables de la Fesci, proches de Sié Kambou sont arrêtés,. Le 1er octobre 2024, dans un communiqué diffusé à la RTI 1, le gouvernement suspend toutes les activités syndicales estudiantines sur le territoire à titre conservatoire. 
Le 2 octobre 2024, le ministère de l'Enseignement supérieur ordonne aux occupants illégaux des cités universitaires de quitter leurs chambres. Initialement, un délai de quelques heures est accordé, mais il est finalement prolongé jusqu'au 5 octobre 2024. Cette décision s'applique à toutes les cités universitaires du pays.
Le 5 octobre 2024, les opérations de déguerpissement débutent sur le campus de l'université de Cocody. Les agents du Centre régional des Œuvres universitaires (Crou), aidés par les forces de l'ordre, mettent en application la décision. Plusieurs étudiants quittent leurs chambres, et plusieurs sites informels de la Fesci, installés au sein de l'université, sont détruits.
Le 17 octobre, la Fesci, comme l'ensemble des associations étudiantes à caractère syndicale, est dissoute par le gouvernement,.

## Siège
Le siège de la Fesci, un petit pavillon peint en violet et blanc, est situé au sommet d'une colline, derrière des immeubles de résidences universitaires, sur l'immense campus de l'université de Cocody. Il est surnommé le « Pentagone ».
En 2020 naît l'idée de la construction d'un nouveau siège de la Fesci. En 2024, les choses se concrétisent et le 29 juillet 2024 le ministre de l'Enseignement supérieur, Adama Diawara, effectue une visite sur le site de construction du siège qui se trouve à l'intérieur de l'université de Cocody. 
À la suite de l'interdiction à titre conservatoire des activités syndicales de la Fesci en octobre 2024, le bâtiment en construction du siège est détruit par le ministère le 5 octobre 2024,.

## Liste des secrétaires généraux
- Laurent Alexis Koné (21-23 avril 1990)
- Martial Joseph Ahipeaud (27 avril 1990-septembre 1993)[28]
- Eugène Kouadio Djué (1993-1994)
- Jean Blé Guirao De Badéa (1994-1995)
- Guillaume Kigbafori Soro (surnommé général Bogota) (1995-1998), devenu chef de la rébellion des Forces nouvelles (FN)
- Charles Blé Goudé (surnommé général Gbapê) (1998-2001), devenu chef des Jeunes patriotes et ministre de la Jeunesse de Laurent Gbagbo
- Jean-Yves Dibopieu (surnommé le Pieu) (2001-2003)
- Serge Kuyo (surnommé général Terrain) (2003-2005)
- Serge Koffi (surnommé Sroukou Trinmin Trinmin) (2005-2007)
- Augustin Mian (surnommé général Maniconco) (2007-2014)
- Assi Fulgence Assi (surnommé le Gozinango) (2014-2019)
- Allah Saint Clair (2019-2024)[29] (surnommé Général Makélélé)[2]
- Sié Kambou (depuis 2024)[30],[31]

## Anciens membres notables
- Sidiki Konaté, un des membres fondateurs de la FESCI
- Michel Gbagbo, fils de Laurent Gbagbo
- Damana Pickass
- Alphonse Soro, homme politique ivoirien.